# Carlo Nicoli
Pour les articles homonymes, voir Nicoli.
Carlo Nicoli (Carrare, 4 octobre 1843 - Belvedere di Avenza, frazione de Carrare, 2 novembre 1915) est un sculpteur néoclassique italien,  l'élève de Giovanni Duprè à Florence.

## Biographie
Inscrit à l'Académie, Carlo Nicoli se distingue dès 1860 et en 1864 il termine ses études par une  Mort de Pompée qui obtient la médaille d'or du concours.
Après avoir été l'élève de Giovanni Duprè à Florence et avoir été plusieurs fois primé, il revient à Carrare en 1875, où il est nommé  professeur honoraire de l'Académie et en 1876 dirige son propre laboratoire  (di San Francesco) de sculpture et d'architecture.
En 1876, il exécute la statue debout de Cervantes pour sa ville natale (Alcalà de Henares) et en 1878,  la version assise.
En 1885, à la  mort de  Demetrio Carusi, Carlo Nicoli lui succède à la chaire de sculpture.

## LeStudio Nicoli
Le Studio Nicoli qu'il a fondé existe toujours et accueille de nombreux artistes du monde entier qui s'y rencontrent ; on y exécute des reproductions classiques, commissionnées par les musées et organismes publics ou privés. Ce lieu est désigné comme Site messager de la culture de la paix par l'UNESCO en 2000.

## Œuvres
- la statue du Cardinal Francisco Jmenez de Cinsero, Madrid
- Buste de Lord Beaconfield, Gladstone, Dickens et Garfield pour Melbourne
- Statue monumentale de la reine Elisabeth d'Angleterre, répliques pour Brighton, Durban et Melbourne
- Monumento alla memoria della cacciata dei Portoghesi, alto 25 m. con bas-reliefs, statue et trophée pour la ville de  Bahia au Brésil
- Monument à Garibaldi, piazza del Teatro, Carrare
- 18 statues colossales,  galleria Umberto I à Naples
- il monumento a T. Stepton, à Durban
- il monumento al generale Empecinado, Mexico
- il monumento a Fraybentos, Argentine
- il monumento al poeta Hidalgo, Mexico
- la Madonna del Rosario per la Bibliothèque vaticane
- Buste de Francesco Guerrazzi pour Palerme, et une réplique  pour le neveu Francesco Michele (Rome ?)
- Statues et autels de l'église N.S. di Guadalupa, Mexique